# كريستوف لبوينت
كريستوف لبوينت (24 أكتوبر 1984 في بلجيكا - ) هو لاعب كرة قدم بلجيكي في مركز الوسط. شارك مع منتخب بلجيكا تحت 19 سنة لكرة القدم ومنتخب بلجيكا تحت 21 سنة لكرة القدم ومنتخب بلجيكا لكرة القدم. أما مع النوادي، فقد لعب مع تشارلتون أثلتيك وزولته فاريجيم وغنتشلربيرليغي وفاسلاند بيفيرين وفيلم تو تيلبورغ وميونخ 1860 ونادي غينت ونادي موسكرون وRoyale Union Tubize-Braine ‏.

## مسيرته الكروية
لعب كريستوف لبوينت خلال مسيرته الاحترافية مع 12 ناديًا في اثنين وعشرين موسمًا وسجل خلالها 49 هدفًا ضمن 407 مباراة. حيث فاز في موسمين بالكأس وفي موسم واحد بالدوري.
خاض كريستوف لبوينت مسيرته مع نادي رويال أندرلخت في موسم 2002–03 لمدة موسم واحد، لم يشارك في أي مباراة ولم يسجل أي هدف. ثم انتقل إلى نادي ميونخ 1860 في موسم 2003–04 ولمدة موسمين، حيث شارك في 9 مباريات ولم يسجل أي هدف أيضًا. لينتقل بعدها إلى نادي فيلم تو تيلبورغ في موسم 2004–05 لمدة موسم واحد، مشاركًا في 10 مباريات ولم يسجل أي هدف أيضًا. ثم انتقل إلى نادي غنتشلربيرليغي في موسم 2005–06 لمدة موسم واحد، مشاركًا في 4 مباريات ولم يسجل أي هدف أيضًا. هذا وانتقل لاحقًا إلى Royale Union Tubize-Braine ‏ في موسم 2006–07 ولمدة موسمين، مشاركًا في 56 مباراة سجل خلالها 6 أهداف. ثم انتقل بعدها إلى نادي موسكرون في موسم 2008–09 لمدة موسم واحد، مشاركًا في 29 مباراة سجل خلالها 5 أهداف. ليعود وينتقل من جديد، لكن هذه المرة إلى نادي غينت في موسم 2009–10 ليلعب معه ستة مواسم، مشاركًا في 103 مباراة سجل خلالها 11 هدفًا. لينتقل بعدها إلى نادي تشارلتون أثلتيك في موسم 2014–15 لمدة موسم واحد، مشاركًا في 6 مباريات ولم يسجل أي هدف. ثم لعب في نادي زولته فاريجيم في موسم 2015–16 ولمدة موسمين، مشاركًا في 73 مباراة سجل خلالها 12 هدفًا. ليعود ويرتحل عنه إلى نادي كورتريك في موسم 2017–18 واستمر معه طيلة ثلاثة مواسم، مشاركًا في 75 مباراة سجل خلالها 5 أهداف.

## روابط خارجية
- كريستوف لبوينت على موقع الاتحاد البلجيكي (الإنجليزية)
- كريستوف لبوينت على موقع اتحاد تركيا (لاعب) (الإنجليزية)
- كريستوف لبوينت على موقع قاعدة بيانات كرة القدم.إي يو (الإنجليزية)
- كريستوف لبوينت على موقع بيانات كرة القدم. دي إي (الألمانية)
- كريستوف لبوينت على موقع ناشيونال فوتبول تيمز (الإنجليزية)
- كريستوف لبوينت على موقع Soccerway.com (الإنجليزية)
- كريستوف لبوينت على موقع عالم كرة القدم.نت (الإنجليزية)
- كريستوف لبوينت على موقع AS.com (الإسبانية)